# 不成盐氧化物
不成盐氧化物，也叫做中性氧化物，指既不能与酸反应，又不能与碱反应生成原价态的盐和水的氧化物。不成盐氧化物全部为非金属氧化物，数量较少，但非金属氧化物不全是不成盐氧化物。
不成盐氧化物没有相应的水化物存在。

## 常见不成盐氧化物
- 水(H2O)
- 一氧化碳(CO)（和氢氧化钠在160℃、2MPa时反应生成甲酸钠）
- 一氧化氮(NO)
- 二氧化氮(NO2)
- 一氧化二氮(N2O)

## 参看
- 酸性氧化物、碱性氧化物、两性氧化物
- 氧化物